# リチャード・フライシャー
リチャード・フライシャー（Richard Fleischer、1916年12月8日 - 2006年3月25日）は、アメリカ合衆国の映画監督である。

## 経歴
1916年12月8日、ニューヨーク州ブルックリン区に生まれる。ショー・ビジネスの家庭に育ったが、精神科医になることを志していた。ブラウン大学とイェール大学演劇大学院で学んだ。
1946年、『Child of Divorce』で長編映画監督デビューを果たす。1947年の『Design for Death』ではアカデミー長編ドキュメンタリー映画賞を受賞。1954年の『海底二万哩』で監督を務めた後、『ミクロの決死圏』や『絞殺魔』、『トラ・トラ・トラ!』、『ソイレント・グリーン』などを監督した。
2006年3月25日、カリフォルニア州ウッドランド・ヒルズの病院で死去。89歳没。生涯に手がけた作品は約60本に及んだ。

## フィルモグラフィー
特記のない作品は監督のみを担当。

### 長編映画
- Child of Divorce（1946年）
- Banjo（1947年）
- Design for Death（1947年） - 監督・製作
- ボディ・ガード Bodyguard（1948年）
- ニューヨーク大騒動 So This Is New York（1948年）
- Trapped（1949年）
- Make Mine Laughs（1949年）
- 静かについて来い Follow Me Quietly（1949年）
- カモ The Clay Pigeon（1949年）
- 札束無情 Armored Car Robbery（1950年）
- 替え玉殺人事件 His Kind of Woman（1951年）
- その女を殺せ The Narrow Margin（1952年）
- The Happy Time（1952年）
- ロデオの英雄 Arena（1953年）
- 海底二万哩 20000 Leagues Under the Sea（1954年）
- 夢去りぬ The Girl in the Red Velvet Swing（1955年）
- 恐怖の土曜日 Violent Saturday（1955年）
- 叛逆者の群れ Bandido（1956年）
- ならず者部隊 Between Heaven and Hell（1956年）
- ヴァイキング The Vikings（1958年）
- フォート・ブロックの決斗 These Thousand Hills（1959年）
- 強迫/ロープ殺人事件 Compulsion（1959年）
- 鏡の中の犯罪 Crack in the Mirror（1960年）
- 栄光のジャングル The Big Gamble（1961年）
- バラバ Barabbas（1961年）
- ミクロの決死圏 Fantastic Voyage（1966年）
- ドリトル先生不思議な旅 Doctor Dolittle（1967年）
- 絞殺魔 The Boston Strangler（1968年）
- ゲバラ! Che!（1969年）
- トラ・トラ・トラ! Tora! Tora! Tora!（1970年）
- ラスト・ラン/殺しの一匹狼 The Last Run（1971年）
- 見えない恐怖 See No Evil（1971年）
- 10番街の殺人 10 Rillington Place（1971年）
- センチュリアン The New Centurions（1972年）
- ザ・ファミリー The Don Is Dead（1973年）
- ソイレント・グリーン Soylent Green（1973年）
- マジェスティック Mr. Majestyk（1974年）
- スパイクス・ギャング The Spikes Gang（1974年） - 監督・製作
- マンディンゴ Mandingo（1975年）
- The Incredible Sarah（1976年）
- 王子と乞食 The Prince and the Pauper（1977年）
- アシャンティ Ashanti（1979年）
- ジャズ・シンガー The Jazz Singer（1980年）
- ザ・ファイト Tough Enough（1983年）
- 悪魔の棲む家PART3 Amityville 3-D（1983年）
- キング・オブ・デストロイヤー/コナンPART2 Conan the Destroyer（1984年）
- レッドソニア Red Sonja（1985年）[8]
- おかしなおかしな成金大作戦 Million Dollar Mystery（1987年）

### 短編映画
- Think Twentieth（1967年）
- Call from Space（1989年）

## 著書
- 田栗美奈子 訳『マックス・フライシャー アニメーションの天才的変革者』作品社、2009年。

## 関連文献
- 吉田広明『B級ノワール論 ハリウッド転換期の巨匠たち』作品社、2008年。